# Puchar Lavera 2019
Puchar Lavera 2019, ang. The 2019 Laver Cup – trzecia edycja międzynarodowego, drużynowego turnieju tenisowego o Puchar Lavera, która odbył się 20–22 września 2019 roku w Palexpo w Genewie w Szwajcarii.
W turnieju brało udział dwunastu zawodników, podzielonych na Drużynę Europejską i Drużynę Światową, których kapitanami byli Björn Borg i John McEnroe. Po raz pierwszy w historii zawody te rozgrywane były w ramach kalendarza ATP Tour, a udział w nich nagradzany był punktami rankingowymi.
Po raz trzeci z rzędu Puchar Lavera wywalczyła Drużyna Europejska w składzie: Roger Federer, Fabio Fognini, Rafael Nadal, Stefanos Tsitsipas, Dominic Thiem i Alexander Zverev.

## Okoliczności i przebieg turnieju

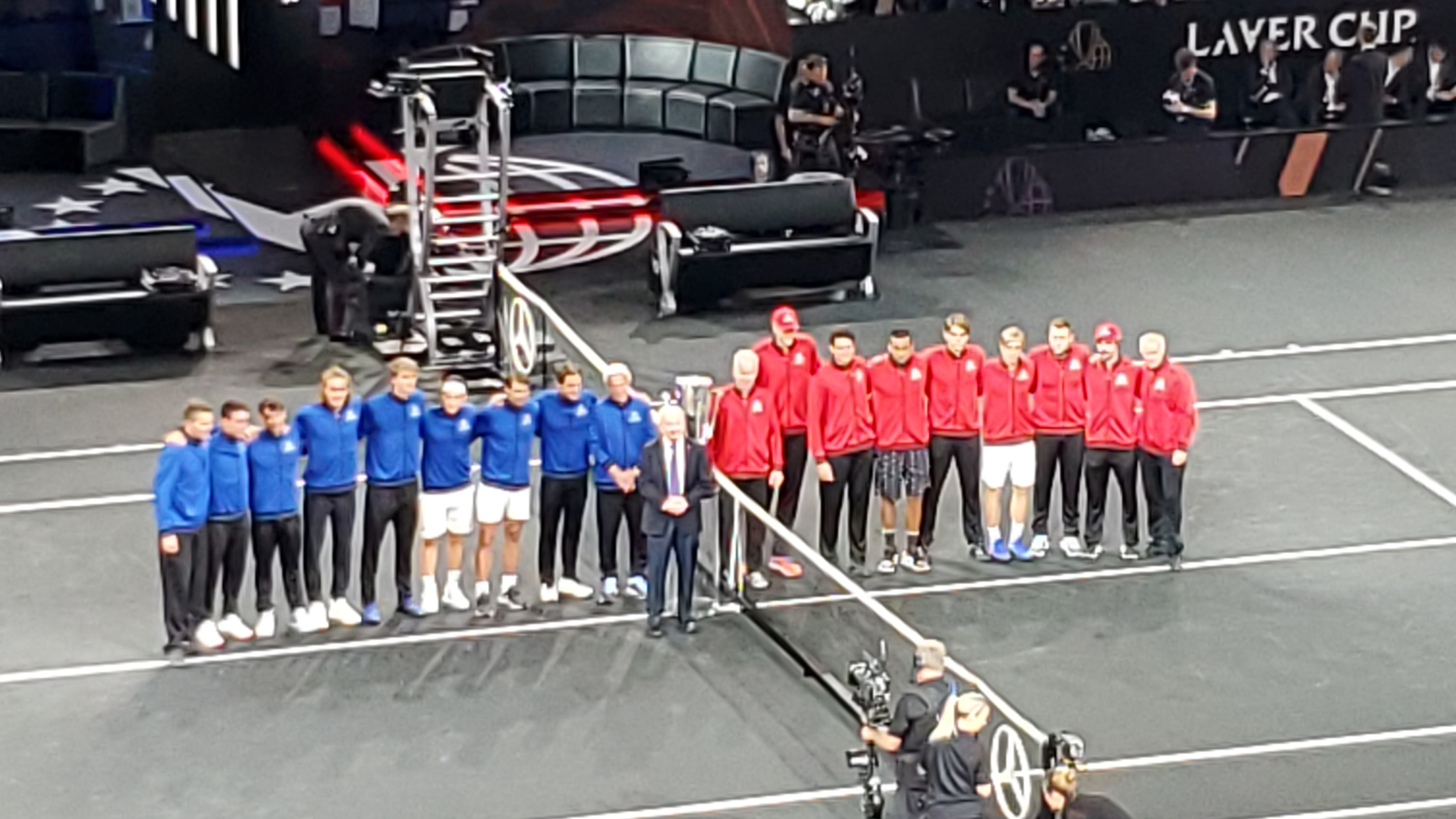
Ceremonia otwarcia turnieju (2019)

24 sierpnia 2016 w czasie konferencji prasowej dotyczącej powstania turnieju o Puchar Lavera ustanowiono, że kapitanami Drużyny Europejskiej i Drużyny Światowej do 2019 roku będą Björn Borg i John McEnroe.
23 sierpnia 2018 ogłoszono, że gospodarzem trzeciej edycji rozgrywek będzie obiekt Palexpo w szwajcarskiej Genewie.
13 grudnia 2018 swój udział w zawodach potwierdzili Roger Federer i Rafael Nadal.
8 lutego 2019 Federer i Borg pojawili się w Genewie i rozpoczęto sprzedaż biletów na mecze trzeciej edycji.
24 maja ogłoszono, że organizatorzy zawodów podpisali porozumienie z władzami ATP, na mocy którego Puchar Lavera został włączony do oficjalnego kalendarza ATP Tour.
Na udział w rozgrywkach w Genewie nie zdecydował się Stan Wawrinka. Szwajcar zgłosił się do turnieju w Sankt Petersburgu, który odbywać się będzie w tym samym czasie.
14 czerwca do Drużyny Europejskiej dołączyli Dominic Thiem, Alexander Zverev i Fabio Fognini.
3 lipca kapitan Drużyny Światowej podał nazwiska czterech graczy, których zaprosił do swojego zespołu. Zostali nimi: Kevin Anderson, Denis Shapovalov, Milos Raonic i John Isner.
13 sierpnia Stefanos Tsitsipas uzupełnił skład Drużyny Europejskiej, a do Drużyny Światowej po raz trzeci z rzędu powołany został Nick Kyrgios.
10 września z rywalizacji wycofał się Kevin Anderson, który postanowił zakończyć występy w 2019 roku z powodu kontuzji kolana. Dwa ostatnie miejsca w Grupie Światowej zajęli Taylor Fritz i Jack Sock.
Félix Auger-Aliassime i Kei Nishikori nie zgodzili się na udział w zmaganiach z powodu zobowiązań w turniejach azjatyckich.
Zawodnikami rezerwowymi zostali Roberto Bautista-Agut i Jordan Thompson. Po raz pierwszy w dziejach tenisiści rezerwowali notowani byli w singlowym rankingu ATP wyżej niż regularni uczestnicy turnieju (Bautista Agut i Fognini oraz Thompson i Sock).
Organizatorzy przekazali 100 tysięcy franków szwajcarskich, spośród pieniędzy zarobionych na sprzedaży biletów, na rzecz Geneva University Hospital i Child and Adolescent House.
Prawa do transmisji zawodów na żywo nabył Eurosport.
20 września, w meczu otwarcia turnieju, Dominic Thiem triumfował nad Denisem Shapovalovem 6:4, 5:7, 13–11, otwierając wynik dla Drużyny Europejskiej. W kolejnym pojedynku singlowym Jack Sock pokonał Fabio Fogniniego. Dla Amerykanina był to pierwszy wygrany mecz w grze pojedynczej w całym sezonie 2019. Dwa ostatnie punkty tego dnia zostały zapisane na konto Europejczyków po tym, jak Tsitspas ograł Fritza, a debel Federer–Zverev okazał się lepszy od Socka i Shapovalova.
Na otwarcie drugiego dnia rozgrywek John Isner ograł w singlu Alexandra Zvereva, wyrównując stan konfrontacji. Cztery punkty dla Drużyny Europejskiej zdobyli Federer i Nadal po zwycięstwach odpowiednio nad Kyrgiosem i Raonicem. Zwycięzcami konfrontacji deblowej okazali się Kyrgios i Sock, którzy w mistrzowskim tie-breaku rozprawili się z Nadalem i Tsitsipasem. Po drugim dniu rywalizacji Drużyna Europejska prowadziła wynikiem 7–5.
22 września Rafael Nadal, który tego dnia miał rozegrać dwa mecze, wycofał się z turnieju z powodu stanu zapalnego w lewym nadgarstku. Drużyna Światowa objęła prowadzenie wynikiem 8–7 po tym, jak debel Isner, Sock zwyciężył duet Federer, Tsitsipas 5:7, 6:4, 10–8. Po południu z dalszego udziału w zmaganiach zrezygnował Nick Kyrgios, któremu dokuczał ból stawu ramiennego. Taylor Fritz w mistrzowskim tie-breaku ograł Dominica Thiema i tym samym Drużyna Światowa miała na swoim koncie jedenaście punktów. Roger Federer poprawił rezultat Europejczyków na dziesięć punktów zwycięstwem nad Johnem Isnerem 6:4, 7:6(3).
Puchar Lavera po raz trzeci z rzędu zdobyła Drużyna Europejska. Zwycięstwo w turnieju zapewniła im wygrana Alexandra Zvereva z Milosem Raonicem 6:4, 3:6, 10–4.
Roger Federer i Alexander Zverev triumfowali w turnieju po raz trzeci w swoich karierach; natomiast Jack Sock, John Isner i Nick Kyrgios po raz trzeci zakończyli udział w zmaganiach jako pokonani.

## Uczestnicy turnieju

### Drużyna Europejska
- Kapitan:  Björn Borg
- Zastępca kapitana:  Thomas Enqvist

| Tenisista             | Ranking ATP | Wyniki w Pucharze Lavera |
| Rafael Nadal          | 2           | zwycięstwo 2018          |
| Roger Federer         | 3           | zwycięstwo 2017, 2018    |
| Dominic Thiem         | 5           | zwycięstwo 2017          |
| Alexander Zverev      | 6           | zwycięstwo 2017, 2018    |
| Stefanos Tsitsipas    | 7           | debiut                   |
| Fabio Fognini         | 11          | debiut                   |
| Roberto Bautista-Agut | 10          | zawodnik rezerwowy       |

### Drużyna Światowa
- Kapitan:  John McEnroe
- Zastępca kapitana:  Patrick McEnroe

| Tenisista        | Ranking ATP | Wyniki w Pucharze Lavera |
| Kevin Anderson   | 18          | udział 2018              |
| John Isner       | 20          | udział 2017, 2018        |
| Milos Raonic     | 24          | debiut                   |
| Nick Kyrgios     | 27          | udział 2017, 2018        |
| Taylor Fritz     | 30          | debiut                   |
| Denis Shapovalov | 33          | udział 2018              |
| Jack Sock        | 210         | udział 2017, 2018        |
| Jordan Thompson  | 53          | zawodnik rezerwowy       |

## Mecze turniejowe
| Data                         | Drużyna Europejska               | Wynik             | Drużyna Światowa           | Punkty |
| 21 września (mecze po 1 pkt) | Dominic Thiem                    | 6:4, 5:7, 13–11   | Denis Shapovalov           | 1–0    |
| 21 września (mecze po 1 pkt) | Fabio Fognini                    | 1:6, 6:7(3)       | Jack Sock                  | 1–1    |
| 21 września (mecze po 1 pkt) | Stefanos Tsitsipas               | 6:2, 1:6, 10–7    | Taylor Fritz               | 2–1    |
| 21 września (mecze po 1 pkt) | Roger Federer Alexander Zverev   | 6:3, 7:5          | Denis Shapovalov Jack Sock | 3–1    |
| 22 września (mecze po 2 pkt) | Alexander Zverev                 | 7:6(2), 4:6, 1–10 | John Isner                 | 3–3    |
| 22 września (mecze po 2 pkt) | Roger Federer                    | 6:7(5), 7:5, 10–7 | Nick Kyrgios               | 5–3    |
| 22 września (mecze po 2 pkt) | Rafael Nadal                     | 6:3, 7:6(1)       | Milos Raonic               | 7–3    |
| 22 września (mecze po 2 pkt) | Rafael Nadal Stefanos Tsitsipas  | 4:6, 6:3, 6–10    | Nick Kyrgios Jack Sock     | 7–5    |
| 23 września (mecze po 3 pkt) | Roger Federer Stefanos Tsitsipas | 7:5, 4:6, 8–10    | John Isner Jack Sock       | 7–8    |
| 23 września (mecze po 3 pkt) | Dominic Thiem                    | 5:7, 7:6(3), 5–10 | Taylor Fritz               | 7–11   |
| 23 września (mecze po 3 pkt) | Roger Federer                    | 6:4, 7:6(3)       | John Isner                 | 10–11  |
| 23 września (mecze po 3 pkt) | Alexander Zverev                 | 6:4, 3:6, 10–4    | Milos Raonic               | 13–11  |
| Wynik                        | Drużyna Europejska               | 13–11             | Drużyna Światowa           |        |